# Филиппа Маррак
Филиппа Маррак (англ. Philippa «Pippa» Charlotte Marrack, нар. 28 червня 1945, Юелл, Англія) — британсько-американська біохімікиня та імунологиня, дослідниця T-лімфоцитів. Заслужена професорка University of Colorado Denver и National Jewish Health, в якій завідує кафедрою біомедичних досліджень, раніше також дослідниця Медичного інституту Говарда Г'юза (1986–2017). За своїм імпакт-фактором є третьою за впливом американською дослідницею, першою серед жінок. Працює з чоловіком Джоном Капплером.
Закінчила Кембриджський університет (1967) зі ступенями бакалавра та магістра з біохімії, там же в 1970 році здобула ступінь докторки філософії з біологічних наук. Потім приїхала в США: в 1971–1973 рр. постдок у Каліфорнійському університеті в Сан-Дієго, займалася з доктором Річардом Даттон (Richard Dutton). З 1979 року разом з чоловіком працює в National Jewish Health та Колорадському університеті. В 1986–2017 рр. дослідниця Медичного інституту Говарда Г'юза. З 2011 року член Національної консультативної ради з комплементарної та альтернативної медицини.

## Нагороди та визнання
- 1987: член Лондонського королівського товариства
- 1989: член Національної академії наук США
- 1990: GlaxoSmithKline Prize[en] Лондонського королівського товариства
- 1991: Почесна докторка Рочестерського університету
- 1991: член Американської академії мистецтв і наук[11]
- 1992: Премія пам'яті Ернста Бертнера
- 1993: Премія Вільяма Колі[en] Інституту дослідження раку[12]
- 1993: Премія Пауля Ерліха та Людвіга Дармштедтера[de][13]
- 1994: Премія Луїзи Гросс Горвіц за видатний внесок у фундаментальні дослідження з біології та біохімії (Колумбійський університет ).[14]
- 1995: FASEB Excellence in Science Award[en]
- 1995: Behring-Heidelberger Lecture Award Американської асоціації імунологів
- 1996: Премія Діксона[en] з медицини [15]
- 1998: Rabbi Shai Schacknai Memorial Prize
- 1999: Премія Говрда Тейлора Ріккетса[de] Чиказького університету
- 1999: Премія Інтернаціональної конференції з протимікробних препаратів та хіміотерапії
- 2001: Премія наукового лідерства Інституту Ірвінгтона з імунології
- 2003: American Association of Immunologists Lifetime Achievement Award[en][16][17]
- 2004: Премія L'Oréal — ЮНЕСКО «Для жінок у науці»[18]
- 2004: University of Colorado Health Sciences Center, School of Medicine, Mentoring Award
- 2005: Pearl Meister Greengard Prize[en], Рокфеллерівський університет[19]
- 2006: Avery-Landsteiner-Preis[de]
- 2008: Член Медичної академії
- 2010: Введена до Colorado Women's Hall of Fame[en]
- 2015: Премія Вольфа з медицини[20]
- 2015: Введена до Національної зали слави жінок[21][22]
- 2016: Novartis Prize for Immunology
- 2019: Clarivate Citation Laureates